# Dugong
Dugong (Dugong dugon) är ett däggdjur som lever längs kusterna av Indiska oceanen, Madagaskar, östra Afrika och norra Australien. Dugongen är den enda nu levande arten i sitt släkte och även i familjen dugonger (Dugongidae).  Tillsammans med manater bildar den ordningen sirendjur (Sirenia).

## Kännetecken

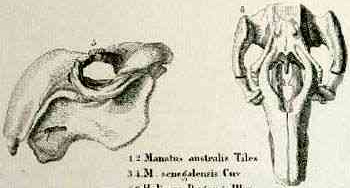
Skalle av en hanne

Dugongerna är helt anpassade till ett liv i havet. De har en rundad kroppsform som smalnar av bakåt. Längden hos ett vuxet djur är ungefär 2,5 m och de väger ungefär 250 kg. De når sällan en längd på över 4 meter eller en vikt över 900 kilogram. Honorna är något större än hannarna. De tar sig fram genom att hasa på bottnen i grunda vatten med hjälp av de starkt omformade frambenen. Huvudet har en rundad nos med stor överläpp som är täckt med känselhår. Ögonen är små och sitter högt uppe på sidorna liksom hos flodhästen. Huden är brungrå, slät och 10 – 15 mm tjock.
De 35 till 45 centimeter långa bröstfenorna används av unga individer för att röra sig framåt. Adulta individer brukar däremot nästan uteslutande stjärtfenan för framdriften och använder bröstfenorna för att styra. Dessutom fungerar bröstfenorna som stöd mot havets botten när de äter. I motsats till manater har dugongens stjärtfena en form som påminner om en halvmåne.
Dugongens tanduppsättning är kännetecknande. Hos hannar bildas under nionde eller tionde levnadsåret, det vill säga under puberteten, en framtand i övre käken som utvecklas till en bete. Hos honor kvarstår denna tand i käken. Tandformeln för vuxna honor är I 0/0 C 0/0 P 0/0 M 2-3/2-3. Ungdjur har några premolarer men de smulas med tiden sönder.
Dugongen har liksom de flesta däggdjuren sju halskotor (manater har dock endast sex). Dessutom finns 18 till 19 bröstkotor (jämförelsevis många), 4 till 5 ländkotor (vilket är jämförelsevis få), ett eller inget korsben och 28 till 29 svanskotor (Vertebrae caudales). Skulderbladet har formen av en halvmåne. Bröstben samt bäcken är reducerade och nyckelben samt blygdben saknas helt. Djurets handlovsben har en tendens att växa ihop.

## Utbredning och habitat
För närvarande förekommer arten vid 40 till 48 länders kustlinje, antalet beroende på källan. Utbredningsområdet sträcker sig från östra Afrika till Vanuatu. I nordsydlig riktning finns dugongen från 26:e nordliga breddgraden till 27:e sydliga bredgraden. En stor population finns idag bara kring Australien (främst i Shark Bay). I andra delar av utbredningsområdet är beståndet glest och populationerna är avskild från varandra. Arten är där bara dokumenterad genom ett fåtal iakttagelser och upphittade döda individer.
Ursprungligen fanns dugongen i hela Indiska oceanen och södra Stilla havet. Berättelser om djuret finns även hos de gamla grekerna, fenicierna och egyptierna från Medelhavet. Idag påträffas ibland enstaka individer i Medelhavet när de vandrade på villovägar genom Suezkanalen.
Liksom de andra sirendjuren vistas arten i kustnära grunda, ofta grumliga vatten i tropikerna.

## Levnadssätt

### Allmänt
Dugongen lever ofta i grumliga vattenområden och är mycket skygg. Därför är inte mycket känt om djurets levnadssätt. Den iakttas sällan när den andas då bara en liten del av huvudet med näsborrarna ligger över vattenytan. Å andra sidan närmar sig dugongen dykare och fartyg i klara havsområden när den känner sig trygg. Vissa individer leker ibland flera timmar med dykare. Sedan simmar djuret iväg i en sicksacklinje, troligen för att hålla ett öga på människan. På grund av detta beteende antas att vuxna dugonger saknar naturliga fiender. Det finns dock berättelser om stora dugonger som blivit attackerade av späckhuggare och hajar. Dugongen är skyddad mot sådana angrepp genom sin tjocka hud, robusta skelett och blod som koagulerar snabbt. Det har till och med iakttagits att dungonger bildat en grupp för att försvara sig mot enskilda hajar.
De flesta dugonger lever i lösa grupper på 10 till 20 individer, ibland upp till 100 eller flera.
Vanligen simmar dessa sirendjur med en hastighet på upp till 10 kilometer per timme. Vid flykt kan de simma med dubbel hastighet.
Dugonger äter olika former av sjöväxter som de betar från havsbottnen. Även några kräftdjur hittades i magsäcken.
När individerna äter andas de med 40 till 400 sekunders mellanrum. Mellanrumet ökar när vattnet är djupare. Ibland lyfter de ögonen över vattenytan men vanligen höjs bara näsborrarna. Ofta utstöter de ljud när de andas som kan höras över längre distanser.

### Vandringar
Med hjälp av individer som utrustades med transponder eller som övervakas med hjälp av satelliter fastställdes att dugonger vanligen stannar i samma område, vilket är några kvadratkilometer stort. Ibland inleder de långa exkursioner på över 100 km men vandringarnas syfte är inte helt klarlagt.
Den bästa informationen kommer från Australien. Vandringarna hänger ofta ihop med tidvattnet. I regioner där floden är betydlig vandrar dugongen ofta, då djuret vanligen äter 4 till 6 meter under vattenytan och då arten behöver minst en meters vattendjup. I Australiens norra delar vandrar individerna under vintern till varmare regioner. I Shark Bay simmar de till exempel 160 km och de måste nöja sig med den hårda sjögräsarten Amphibolis antarctica istället för de mjuka vattenväxterna som de kan äta under sommaren. I Moreton Bay i östra Australien pendlar dugongerna 15 till 40 km mellan platser med föda och det öppna havet. Populationerna vid Stora barriärrevet och Gulf of Carpentaria vandrar ibland 100 till 600 km inom loppet av några dagar. Det antas att dessa förflyttningar beror på den kortvariga existensen av sjögräset som ofta förstörs av havsstormar.

### Fortplantning

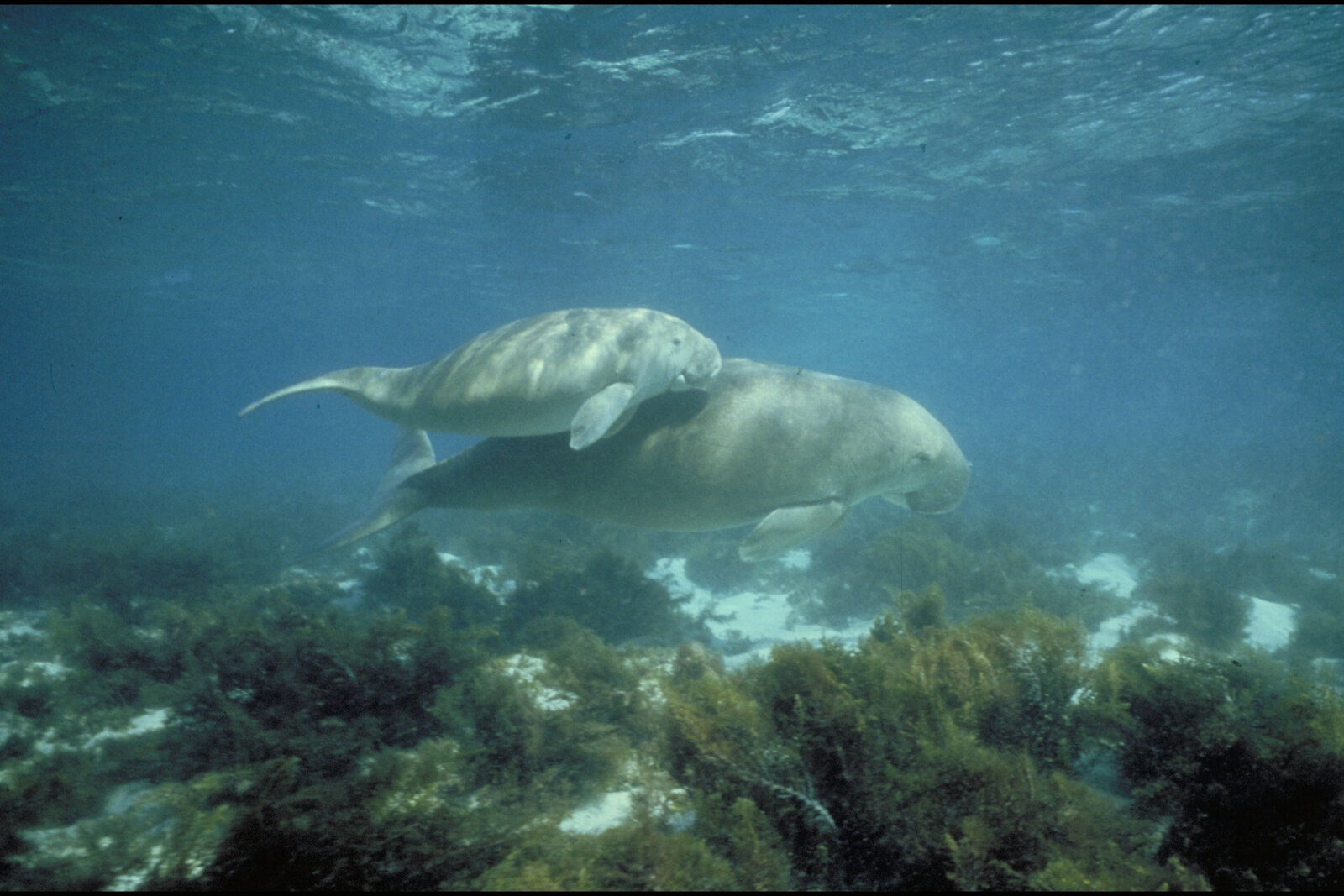
Hona med ungar.

Parningstiden sträcker sig på grund av de tropiska förhållandena över fyra till fem månader men årstiden är beroende på utbredningsområde. I vissa regioner har hannarna särskilda platser för att uppvakta honorna och det antas att beteendet är likadant för alla dugonger. Under parningsleken utstöter hannarna lockljud och utför rörelser som kan jämföras med situps hos människor. Med denna vana skiljer sig dugonger från alla andra havslevande däggdjur.
Dräktighetens längd uppskattas till 13 månader (374 dagar). Sedan föds nästan alltid en enda unge som är lite över 100 centimeter lång och 20 till 35 kg (genomsnitt 27,5) tung. Ungen börjar efter cirka tre månader äta fast föda men honan fortsätter att amma tills den är cirka 18 månader gammal. Ungdjur blir könsmogna efter 9 till 10 år men oftast är de 15 år vid den första lyckade parningen. I sällsynta fall parar sig honan innan föregående ungdjur är självständigt men vanligen ligger tre till sju år mellan födslarna.
Livslängden ligger troligen över 60 år. Den äldsta kända honan bestämdes till 73 år utifrån tänderna.[källa behövs]

## Dugongen och människan

### Status och hot
Arten listas av IUCN som sårbar (vulnerable) och hotas främst av jakt, vattenföroreningar och kollisioner med fartyg.

#### Jakt

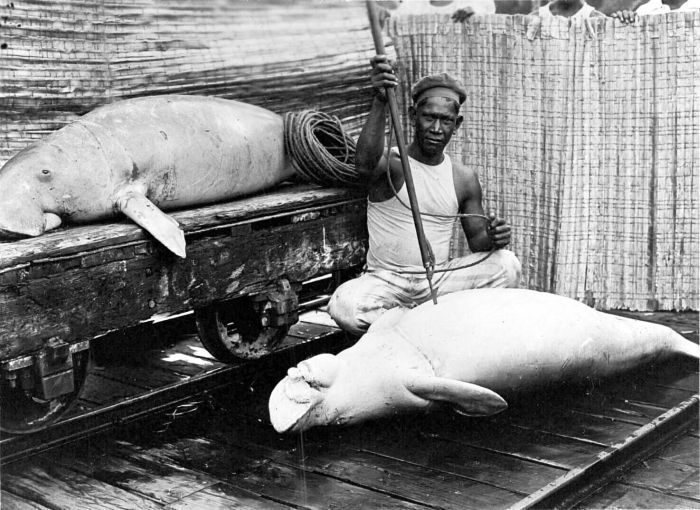
Fiskare med två dugonger

Dugonger jagades tidigare av Australiens ursprungsbefolkning, av befolkningen från andra områden i samma region samt i nyare tider även av nybyggare från västvärlden. Numera förbjuder restriktiva skyddslagar jakt på dugonger i nästan hela utbredningsområdet. De jagas dock fortfarande i utvalda regioner av aboriginer, på grund av undantag från lagen för ursprungsbefolkningen i Australien.
Vanligen jagades djuret på grund av köttet, som ska påminna om kalvkött. Dessutom bearbetades dugongens hud till läder. Från vuxna individer utvanns mellan 24 och 56 liter olja som användes som smörjmedel. Även tänder och ben bearbetades, bland annat till smycken och skulpturer. I den traditionella asiatiska medicinen nyttjades olika ämnen från dugongen som afrodisiakum.

#### Andra hot
Havsbottnar med sjögräs är känsliga ekosystem som förstörs av trål eller genom förorenat spillvatten, miljögifter, tungmetaller och annat avfall. Även större oväder kan minska antalet ängar med sjögräs betydligt. Dugonger upptar stora mängder skadliga ämnen. Av de 53 döda dugongerna som hittades mellan 1996 och 2000 vid Queenslands kustlinje hade 59 % DDT i späckskikten.
Tidigare drunknade flera dugonger när de hamnade i fiskares släpnät. Idag är trålen ofta utrustade med akustiska varningssystem som minskar dödligheten hos dugongerna. I nät som uppsatts vid badplatser för att skydda badgästerna för hajattacker fångades 837 dugonger mellan 1962 och 1995 och de flesta av djuren dog.
Ett annat hot är kollisioner med båtar. Fartygets propellrar orsakar ofta dödliga sår. Krockar förekommer oftast i grunda havsområden.

#### Populationsutveckling
I flera regioner har beståndet minskat betydligt och i vissa områden som Maskarenerna, Lackadiverna och Maldiverna har arten helt försvunnit. Den är mycket sällsynt nära Guam och Ryukyuöarna. Allmänt är dugongen sällsynt kring Indien, östra Afrika, Madagaskar och Sydostasiens övärld. 1979 befarades att hela populationen hade minskat till 30 000 individer. En grov beräkning med hjälp av flygplan från 1994 gav lite mindre oroväckande resultat. Enligt uppskattningen finns 10 000 individer i Shark Bay, 12 000 individer kring Stora barriärrevet, 17 000 individer i Gulf of Carpentaria, minst 14 000 individer vid andra delar av Northern Territory och minst 24 000 individer i Torres sund. Hela beståndet kring Australien upskattas till ungefär 80 000 individer. Den största populationen utanför Australien finns i Persiska viken med 7 000 individer.

### I populärkulturen
I romanen En världsomsegling under havet av den franska författaren Jules Verne träffar bokens protagonister på en dugong. Djurets längd uppges vara sju meter, vilket är kraftigt överdrivet, och djuret beskrivs sedan av en rollfigur som:
Släkte sjökor, familj däggdjur, ordning ryggradsdjur, klass ryggsträngsdjur
På så sätt blir dåtidens grova systematik synlig. I romanen avlossas en harpun mot dugongen som först flyr men sedan kommer tillbaka och angriper båten tills den slutligen dödas. Detta beteende är mycket ovanligt enligt dagens uppfattning om djuret. Även i romanen Den hemlighetsfulla ön beskrivs dugongen som aggressiv när den angriper en hund. Dugongen blir sedan offer för ett större havsdjur.

## Systematik
En numera utdöd art i familjen dugonger var stellers sjöko (Hydrodamalis gigas) som levde fram till slutet av 1700-talet i västra Beringhavet. Den är uppkallad efter den tyske naturvetaren Georg Wilhelm Steller som upptäckte och beskrev den 1741 när han deltog i Berings resor. Den lär ha varit mycket stor: 7,5–8 meter lång och med en vikt uppskattad till mellan 5 och 10 ton. Stellers sjöko utgör tillsammans med andra arter som dog ut under förhistorisk tid underfamiljen Hydrodamalinae.
Dugongen och dess förfäder listas i underfamiljen Dugonginae. Underfamiljens tidigaste kända medlemmar levde under senare oligocen eller tidigare miocen. Under miocen fanns flest arter i underfamiljen och de levde främst i västra Atlanten samt kring västindiska öar.
Sjökor är närmast släkt med elefanter och hyraxar. De är alltså inte speciellt nära släkt med till exempel sälar och valrossar.